# Розвідка та розробка нафтових і газових родовищ
«Розвідка та розробка нафтових і газових родовищ» — український науково-технічний журнал. ISSN 1993-9973 (Print) ISSN 2415-332X (Online)
Виходить з 2001 р. Видавець — Івано-Франківський національний технічний університет нафти і газу.
Розвідка та розробка нафтових і газових родовищ охоплює різні розділи нафтогазової справи, в тому числі:
- актуальні питання нафтогазової галузі

- техніка і технології

- дослідження та методи аналізу

- наука — виробництву, виробничий досвід, сертифікація, стандартизація, якість

- історія нафтогазової науки і техніки